# Christina Wehner
Christina Wehner (geb. 1971 in Ibbenbüren) ist eine deutsche Juristin und seit Oktober 2024 als Generalstaatsanwältin Leiterin der Generalstaatsanwaltschaft Düsseldorf.

## Beruflicher Werdegang
Nach dem Studium der Rechtswissenschaften trat Wehner im Jahr 2000 bei der Staatsanwaltschaft Düsseldorf in den Justizdienst des Landes Nordrhein-Westfalen. 2006 promovierte sie an der Fernuniversität Hagen zum Thema Die Haftgründe: Reformdiskussion und Gesetzgebung seit 1877. Nach ihrer Erprobung bei der Generalstaatsanwaltschaft Düsseldorf wurde sie dort 2010 zur Oberstaatsanwältin ernannt. Von 2012 bis 2018  war sie im Justizministerium des Landes tätig, wo sie ab 2014 das Referat für Grundsatzfragen des Strafgesetzbuchs und der Nebengesetze sowie für Staatsschutz leitete. Sie war dort mit Grundsatzfragen des Strafgesetzbuches, der Sicherungsverwahrung und des Maßregelvollzuges sowie der strafrechtlichen Bekämpfung von Extremismus und Terrorismus betraut.
Im November 2018 übernahm sie als Leitende Oberstaatsanwältin die Leitung der Staatsanwaltschaft Mönchengladbach. Ab  September 2021 war sie Leiterin der Staatsanwaltschaft Duisburg,  ab April 2023  Leitende Oberstaatsanwältin der Staatsanwaltschaft Düsseldorf.
Am 16. Oktober 2024 wurde Wehner zur Generalstaatsanwältin in Düsseldorf ernannt.